# Brick by Boring Brick
"Brick by Boring Brick" é uma canção da banda norte-americana de rock alternativo Paramore. Foi escrita por Hayley Williams e Josh Farro para terceiro álbum de estúdio da banda Brand New Eyes (2009). Foi lançado como segundo single do álbum em 23 de novembro de 2009 com o selo da Fueled by Ramen. A letra da canção fala sobre pessoas que se iludem facilmente, que fogem da realidade através de fotos e contos de fadas e qualquer coisa que não é real.
"Brick by Boring Brick" recebeu opiniões positivas dos críticos da música, destacando principalmente a produção da canção, declarando ser uma música com muita energia e de deixar os cabelos em pé. A canção teve um sucesso moderado na Austrália e no Reino Unido, atingindo a posição de número oitenta e cinco em ambos países. Em termos de airplay, é um dos singles de maior sucesso do álbum, juntamente com "The Only Exception".
O videoclipe para "Brick by Boring Brick" foi dirigido por Meiert Avis, que já havia trabalhado com bandas como New Found Glory e U2. A canção foi performada pela primeira vez no MTV Unplugged, em setembro de 2009, antes do lançamento do álbum e antes de ser anunciada como single. Fez uma participação no episódio da série The Vampire Diaries, "Under Control", em 15 de abril de 2010. A banda de pop punk irlandesa, TheElement, fez um cover da canção durante toda a sua turnê europeia.

## Antecedentes
A banda anunciou "Brick by Boring Brick" durante uma entrevista para a Alternative Press e que seria lançado no final do ano. O videoclipe do single é declarado pela banda, como algo diferente do que já tenham feito, pois no vídeo há atores e a banda não toca um sequer instrumento musical. A vocalista Hayley Williams falou à revista Kerrang!, sobre o significado da canção em questão:

"Essa canção é sobre pessoas que tentam fugir da realidade, como se elas vivessem uma vida de fantasia e de ilusão. Uma coisa é ter objetivos e sonhos, mas outra coisa é quando você nunca sabe quando você está no mundo real. As pessoas podem se machucar com isso."

## Composição
A canção foi escrita por Hayley Williams e Josh Farro. A cantora revelou que se apaixonou pela melodia da música, e que o lado obscuro do mesmo, a fazia adorar ainda mais. Então, ela escreveu a letra da canção que combinasse com a música. Williams disse em uma entrevista, que a letra da canção não é uma autobiografia de sua vida:

"Eu estava escrevendo sobre uma garota que fugiu da realidade através de fotos e contos de fadas e qualquer coisa que não fosse real. Dessa maneira, ela parecia perfeita para todos, que achavam que ela estava bem. Mas ser assim era apenas uma máscara, não poderia durar. A letra do refrão aconteceu quando eu imaginei ela se livrando disso – enterrando tudo que ela inventou em sua cabeça para que pudesse enfrentar o mundo real de uma vez. Para sua informação, essa música não é autobiográfica."

## Recepção

### Opinião da crítica
A canção foi bem recebida pelos criticos. O analista Alex Fletcher da Digital Spy deu a música 4 de cinco 5 estrelas. Ele disse que a música é "contagiosa, deliciosamente obscura ("Well go get your shovel, and we'll dig a deep hole"), e cheio de mais energia que os passos de dança de Jedward – Williams soa absolutamente tremenda liderando no climax do "ba-ba-ba" – esse deverá fornecer uma bem-vinda boa posição nas paradas musicais." A canção também recebeu um parecer positivo de Vicki Lutas da BBC, que deu ao single 5 de 5 estrelas. Ela disse que a canção é "de levantar os cabelos de tão brilhante" e completou falando "ouvir a letra dessa canção você entra num mundo de um castelo de areia ainda não construido, mas enterrado, um mundo onde o malvado não é o logo, mas na realidade… e neste mundo, as coisas são obscuras, mas elas também são bem reais. Há um sentimento de anseio; anseio por conto de fadas e anseio pela inocência, mas está acoplado com um senso de realização que nunca acontecerá." Matt Diehl da Rolling Stone afirmou que "Brick by Boring Brick" foi capaz de "Tecer um inesperado estilo de sonico Smashing Pumpkins." A canção também recebeu um parecer positivo de Vicki Lutas da BBC, que deu ao single 5 de 5 estrelas. Ela disse que a canção é "de levantar os cabelos de tão brilhante" e completou falando "ouvir a letra dessa canção você entra num mundo de um castelo de areia ainda não construido, mas enterrado, um mundo onde o malvado não é o logo, mas na realidade… e neste mundo, as coisas são obscuras, mas elas também são bem reais. Há um sentimento de anseio; anseio por conto de fadas e anseio pela inocência, mas está acoplado com um senso de realização que nunca acontecerá".

### Performance nas paradas
A canção obteve um sucesso moderado nos países da América do Norte. Apesar do single não ter conseguido atingir nenhuma posição na Billboard Hot 100, principal parada musical dos Estados Unidos, conseguiu entrar nas paradas de rock e de canções alternativas, atingindo respectivamente, as posições #20 e #9. A canção conseguiu atingir a posição de número oitenta e cinco na Austrália e no Reino Unido. Além de conseguir a posição de número dois nas paradas de rock deste último. Também conseguiu entrar na parada musical da Nova Zelândia, alcançando um sucesso moderado, atingindo a posição de número vinte e nove.

## Promoção

### Videoclipe
O videoclipe de "Brick by Boring Brick" foi filmado em Los Angeles em 8 de outubro de 2009. Foi co-dirigido por Meiert Avis e Chris LeDoux (New Found Glory, U2). O vídeo mostra uma garota (Harley Graham) com asas de borboleta explorando uma paisagem surreal, enquanto Hayley canta a canção perto de uma grande vala que o guitarrista Josh Farro está cavando. Eventualmente mundo de fantasia da garota se torna escuro e assustador, com a personagens que eram seus amigos, e que agora se transformou em criaturas sombrias e sinistras, ela corre para escapar, pega sua boneca e corre em caminho ao sol, e do nada cai no buraco aonde Hayley está cantando, e que Josh cavou. Hayley se levanta e joga a boneca da garota no buraco, logo depois, Josh (fora de cena) começa a encher o buraco novamente de terra.
Em uma entrevista para a MTV, o baixista Jeremy Davis explicou que a banda criou uma história para o vídeo antes de receber novas ideias dos seus diretores. O vídeo é o primeiro do Paramore a não se basear em uma performance e alguns dos membros da banda são vistos apenas por um curto período de tempo. Também é o seu primeiro vídeo a ser filmado em tela verde, e também o primeiro a "ter uma história por trás dele", com atuação. O guitarrista Josh Farro com o filme espanhol de fantasia de 2006, Pan's Labyrinth. Foi originalmente definido para estreiar em 17 de novembro no The Hills, mas foi posteriormente adiado. O vídeo acabou sendo lançado no Paramore.net em 23 de novembro.

### Performances ao vivo
A faixa foi performada pelo Paramore em muitas ocasiões. A primeira apresentação da canção foi em julho de 2009. Paramore tocou uma versão ao vivo de "Brick by Boring Brick" para o MTV Unplugged. Para a performance, Williams usou um vestido preto com os cabelos soltos, enquanto os outros membros da banda estavam vestidos com roupas casuais, como o jeans, shorts e chapéus de malha. A canção também foi performada no Festival Ulalume. A canção foi apresentada como a última canção dos shows da banda na turnê de outono em outubro-dezembro de 2009. No final da canção, as bandas de abertura se juntaram à banda no palco. A banda também performou a canção no Late Night with Jimmy Fallon em 29 de abril de 2010.

## Faixas
| 7" Vinil |                                           |         |  |
| N.º      | Título                                    | Duração |  |
| 1.       | "Brick by Boring Brick" (versão do álbum) | 4:14    |  |
| 2.       | "Brick by Boring Brick" (acústico)        | 4:22    |  |

## Créditos
A seguir, pessoas que contribuíram para "Brick by Boring Brick":
| - Produção - Rob Cavallo - produtor - Paramore - co-produtor - Chris Lord-Alge - mixagem - Ted Jensen - masterização - Doug McKean - engenheiro - Jamie Muhoberac - teclado, órgão | - Paramore - Hayley Williams – vocalista principal - Josh Farro – guitarra rítmica, guitarra acústica, vocal de apoio - Taylor York – guitarra solo, guitarra acústica - Jeremy Davis – baixo elétrico - Zac Farro – bateria, percussão |

## Desempenho
| Parada (2009)                              | Melhor posição |
| ------------------------------------------ | -------------- |
| Austrália ARIA Singles Chart               | 85             |
| Nova Zelândia Singles Chart                | 29             |
| Estados Unidos Billboard Alternative Songs | 9              |
| Estados Unidos Billboard Rock Songs        | 20             |
| Reino Unido Rock Chart                     | 2              |
| Reino Unido Singles Chart                  | 85             |